# Liste der Baudenkmäler in Runding

Burgruine Runding

Auf dieser Seite sind die Baudenkmäler in der Oberpfälzer Gemeinde Runding zusammengestellt. Diese Tabelle ist eine Teilliste der Liste der Baudenkmäler in Bayern. Grundlage ist die Bayerische Denkmalliste, die auf Basis des Bayerischen Denkmalschutzgesetzes vom 1. Oktober 1973 erstmals erstellt wurde und seither durch das Bayerische Landesamt für Denkmalpflege geführt wird. Die folgenden Angaben ersetzen nicht die rechtsverbindliche Auskunft der Denkmalschutzbehörde.

## Baudenkmäler nach Ortsteilen

### Runding
| Lage                        | Objekt                                                   | Beschreibung | Akten-Nr.    | Bild                       |
| --------------------------- | -------------------------------------------------------- | --- | ------------ | -------------------------- |
| Dorfplatz (Standort)        | Mariensäule                                              | Figur der Immaculata auf Säule über reliefiertem Sockel, Granit, Figur Gusseisen, 18./19. Jahrhundert | D-3-72-155-3 | Mariensäule                |
| Dorfplatz 1 (Standort)      | Figur hl. Johannes Nepomuk                               | Auf reliefiertem Sockel mit Voluten, Granit, spätbarock, um Mitte 18. Jahrhundert | D-3-72-155-1 | Figur hl. Johannes Nepomuk |
| Dorfplatz 7 (Standort)      | Katholische Nebenkirche St. Andreas, ehemals Pfarrkirche | Kreuzförmiger Saalbau mit eingezogenem Chor, abgewalmtem Satteldach und Fassadenturm mit Spitzdach, 1850, Turmunterbau um 1700; mit Ausstattung; Grabmal des Wilhelm Kajetan Notthaft Freiherrn von Weissenstein, Stele mit Inschrift, Gusseisen, klassizistisch, 1807 | D-3-72-155-2 | weitere Bilder             |
| Zur Burgruine 12 (Standort) | Burgruine Runding                                        | Mauerreste der Vor- und Hauptburg mit Ringmauer und Resten des Zwingers, Bruchstein- und Quadermauerwerk, Granit, gotische Anlage, um 1200–1350, älteste Teile 11. Jahrhundert, Umbauten bis ins 19. Jahrhundert, danach zum Abbruch freigegeben, Restaurierung 1993–2006; Reste der Futtermauer im Graben, Granitbruchstein, 13./14. Jahrhundert; Wirtschaftsgebäude, Fundamente und Reste eines tonnengewölbten Kellers, Granitbruchstein, vor 1726; Mauerreste eines Wohnhauses, Bruchstein, Granit, vor 1726 | D-3-72-155-6 | weitere Bilder             |

### Göttling
| Lage                  | Objekt                              | Beschreibung | Akten-Nr.     | Bild |
| --------------------- | ----------------------------------- | --- | ------------- | ---- |
| Göttling 2 (Standort) | Ehemaliger Bauernhof, Wohnstallhaus | Giebelständiger Blockbau mit Kniestock und aufgesteiltem Satteldach, äußere Erscheinung Mitte 19. Jahrhundert, im Kern älter; Stadel, traufständiger Ständerbau mit abgewalmtem Satteldach, bezeichnet mit 1811, um 1928/30 erhöht | D-3-72-155-11 | BW   |

### Perwolfing
| Lage                    | Objekt      | Beschreibung                                                                                      | Akten-Nr.     | Bild |
| ----------------------- | ----------- | ------------------------------------------------------------------------------------------------- | ------------- | ---- |
| Stockacker 6 (Standort) | Waldlerhaus | Eingeschossiger und traufständiger Flachsatteldachbau mit Blockbau-Kniestock, bezeichnet mit 1856 | D-3-72-155-10 | BW   |